# Aeroflot-Flug 3519
Am 23. Dezember 1984 stürzte eine Tupolew Tu-154 auf Aeroflot-Flug 3519 von Krasnojarsk nach Irkutsk während einer Notlandung ab, wobei 110 der 111 Insassen starben.

## Flugzeug
Das Flugzeug war eine fünf Jahre alte Tupolew Tu-154B-2 mit dem Luftfahrzeugkennzeichen CCCP-85338, die mit drei Triebwerken des Typs  Kusnezow NK-8-2 ausgestattet war.

## Besatzung
Die Besatzung bestand, neben 3 Flugbegleiterinnen, aus dem Flugkapitän Wiktor Semjonowitsch Falkow, dem Ersten Offizier Juri Petrowitsch Belawin, dem Flugingenieur Andrei Wassiljewitsch Resnitschki, sowie aus dem Navigator Gennadi Leonidowitsch Oserow.

## Verlauf
Um 18:08 Uhr Krasnojarsker Zeit startete das Flugzeug vom Flughafen Jemeljanowo. Danach flog das Flugzeug auf Anweisung des Fluglotsen eine Rechtskurve und stieg auf 1.500 m. Danach gab der Fluglotse das Flugzeug frei für einen Steigflug auf 5.700 m. Etwa zwei Minuten nach dem Start zerbrach auf einer Höhe von 2.040 m bei einer Geschwindigkeit von 480 km/h die erste Niederdruckkompressorscheibe von Triebwerk Nr. 3 (rechts), wobei die Trümmer unter anderem auch die Treibstoffleitungen und die elektrischen Leitungen zu Triebwerk Nr. 3 durchtrennten, welches daraufhin Feuer fing. Das Flugzeug neigte sich nach rechts, woraufhin die Piloten dem entgegen steuerten und auf einer Höhe von 2.150 m den Steigflug abbrachen. Danach kehrten die Piloten zwecks einer Notlandung um. Kurz danach berichtete der Flugingenieur von Vibrationen im Triebwerk Nr. 2 (Mitte) und schaltete es ab. Der Kapitän gab, um die Geschwindigkeit zu verringen, die Anweisung Triebwerk 1 (links) und Triebwerk Nr. 3 in den Leerlauf zu fahren, wodurch der Flugingenieur etwa zehn Sekunden später bemerkte, dass Triebwerk Nr. 3 nicht funktionierte und er fälschlicherweise Triebwerk Nr. 2 abgeschaltet hatte, woraufhin er versuchte Triebwerk Nr. 2 neuzustarten. Die Piloten schalteten Triebwerk Nr. 3 ab und betätigten dessen Triebwerkslöschanlage, was jedoch nicht ausreichte, um das Feuer zu löschen. Plötzlich beschleunigte Triebwerk Nr. 2 auf Startschub; die Schubhebel hatten keine Auswirkungen darauf und die Piloten schalteten auch Triebwerk Nr. 2 ab, wobei sie jedoch nicht das Treibstoffventil schlossen. Mittlerweile war das Feuer auf den Hohlraum des Pylons und ins Heck, wo sich das Hilfstriebwerk befindet, übergegriffen. Das Feuer fuhr damit fort, auf Triebwerk Nr. 2 überzugreifen. Der Flugingenieur berichtete von einem Feuer im Triebwerk Nr. 2. Das Flugzeug überflog das ILS Outer Marker in einer Höhe von 175 m mit einer Geschwindigkeit von 420 km/h. Aufgrund des Schadens an der Stromversorgung durch das Feuer, fiel die Spannung. Die Hydraulik fiel, elf Sekunden vor dem Aufschlag, aus, wodurch es unmöglich wurde, das Flugzeug zu steuern, welches daraufhin nach rechts rollte und mit einer Sinkrate von 10 m/s sank. Es schlug, um 18:15 Uhr, 3.200 m vor der Landebahnschwelle, mit einer Geschwindigkeit von 425 km/h, einer Sinkrate von 22 m/s und einer Querneigung von 50° auf, vier Minuten und 30 Sekunden nach Beginn des Notfalls. Alle sieben Besatzungsmitglieder und 103 der 104 Passagiere starben; ein 27-jähriger Insasse wurde gerettet.

## Ursache
Als Ursache für den Bruch der ersten Niederdruckkompressorscheibe von Triebwerk Nr. 3 wurde Materialermüdung, durch einen metallurgischen Fehler, verursacht durch eine Stickstoffverunreinigung im Metall, und durch Verarbeitungsfehler, festgestellt. Die Handlungen des Kapitäns, des Ersten Offiziers und des Navigator wurden nicht kritisiert. Jedoch wurde der Flugingenieur dafür kritisiert, dass er das Treibstoffventil zu Triebwerk Nr. 3 nicht schloss, was gegen die Vorschriften verstieß und dazu führte, dass sich das Feuer ausbreitete und schließlich die Hydraulik zerstörte.

## Ähnliche Fälle
- United-Airlines-Flug 232 – bei einer McDonnell Douglas DC-10 kam es ebenfalls aufgrund eines Materialfehlers in einem der Triebwerksteilen zu einem uneingedämmten Triebwerksschaden, wodurch das Flugzeug schließlich verunglückte.